# 侯瓦尔群岛
侯瓦尔群岛（阿拉伯语：جزر حوار，Juzur Ḥawār）也作海瓦尔群岛，位于巴林东南部，靠近卡塔尔海岸，距巴林岛约19公里。现属于巴林南方省管辖。历史上，对于侯瓦尔群岛主权巴林和卡塔尔两国存在争议，并曾因此于1986年发生过武装冲突。1991年卡塔尔首次向海牙国际法庭提起诉讼，要求通过国际仲裁来解决这一争端。1996年巴林同意由国际法庭来解决争端。因1939年时英国政府曾经裁定侯瓦尔群岛群岛属于巴林而非卡塔尔，国际法庭认定“巴林和卡塔尔同意英国政府解决双方涉及侯瓦尔群岛的争端。因而，1939年的裁决应被视为自始即对两国有约束力的裁决，而且，自1971年两国不再接受英国保护之后，该裁决仍有约束力。”据此裁决裁定侯瓦尔群岛的主权属于巴林。
群岛居民主要从事捕鱼和采石，附近蕴藏有石油和天然气。